# Paul Walcker
Paul Walcker (* 31. Mai 1846 in Ludwigsburg; † 6. Juni 1928) war ein deutscher Orgelbauer.
Paul Walcker war einer der Söhne des berühmten Orgelbauers Eberhard Friedrich Walcker (1794–1872) und seiner zweiten Ehefrau Marie Stumpp. Auf dem Polytechnikum Stuttgart studierte er ab dem Wintersemester 1863/64 Stilkunde und Architektur. In dieser Zeit wurde er Mitglied der Stuttgarter Burschenschaft Ghibellinia. Walcker trat 1864 beim Vater in die Lehre und wirkte an den Orgeln für die Reformierten Kirchen in Mülhausen und Glarus sowie die Deutsch-Reformierte Kirche in St. Petersburg mit.
Um 1886 leitete Paul zusammen mit den vier Brüdern Eberhard Heinrich (1828–1903), Friedrich (1829–1895), Karl (1845–1908) und Eberhard (1850–1928) die Ludwigsburger Orgelfirma und war hier für die Konstruktion und das Zeichenbüro zuständig.
1892 kam es zum Streit mit seinen Brüdern und Paul Walcker ging durch Vermittlung von Alexander Wilhelm Gottschalg zur Orgelbaufirma Sauer nach Frankfurt (Oder). Im Frühjahr 1894 war Walcker bereits Geschäftsführer und offizieller Vertreter seines Chefs Wilhelm Sauer. 1910 setzte sich Sauer zur Ruhe und verkaufte seine Firma an Paul Walcker.
Im Jahr 1917 übergab Paul Walcker die Firma Sauer an seinen Neffen Oscar Walcker (1869–1948).
Der Sohn Paul Walcker jun. war Regierungsbaumeister und Dipl.-Ing. der Elektrotechnik.

## Ehrungen
- Kronenorden – für die Orgel im Berliner Dom
- Roter Adlerorden IV. Klasse – für die Orgel der Jahrhunderthalle in Breslau